# Pandaka bipunctata
Pandaka bipunctata är en fiskart som beskrevs av Wu 2008. Pandaka bipunctata ingår i släktet Pandaka och familjen smörbultsfiskar. Inga underarter finns listade i Catalogue of Life.